# Сан Бјађо (Бреша)
Сан Бјађо је насеље у Италији у округу Бреша, региону Ломбардија.
Према процени из 2011. у насељу је живело 542 становника. Насеље се налази на надморској висини од 264 м.